# Rudravathi
Rudravathi é uma panchayat (vila) no distrito de Erode, no estado indiano de Tamil Nadu.

## Demografia
Segundo o censo de 2001,  Rudravathi  tinha uma população de 5923 habitantes. Os indivíduos do sexo masculino constituem 52% da população e os do sexo feminino 48%. Rudravathi tem uma taxa de literacia de 57%, inferior à média nacional de 59.5%: a literacia no sexo masculino é de 65% e no sexo feminino é de 48%. Em Rudravathi, 7% da população está abaixo dos 6 anos de idade.